# Gromada Erydanu
Gromada Erydanu – gromada kulista znajdująca się w odległości około 293 700 lat świetlnych od Ziemi w kierunku konstelacji Erydanu. Została odkryta w 1976 roku przez Hansa-Emila Schustera na płytach fotograficznych wykonanych teleskopem Schmidta o średnicy 1 metra należącym do ESO. Znajduje się ona na zewnętrznych obrzeżach halo Drogi Mlecznej.